# Czarny Alibaba
Czarny Alibaba – piosenka nagrana w maju 1963 przez Helenę Majdaniec wraz z grupą Niebiesko-Czarni, później wykonywana m.in. przez Andrzeja Zauchę, opierająca się tekstowo o historię Ali-Baby. Muzykę skomponował Bogusław Klimczuk, tekst napisał Tadeusz Urgacz.